# Дийда (футбольний клуб)
Футбольний клуб «Дийда» — український аматорський футбольний клуб з однойменного села Закарпатської області, заснований у 2014 році. Виступає у Чемпіонаті та Кубку Закарпатської області. Домашні матчі приймає на однойменному стадіоні.

## Історія
Футбольний клуб заснований у 2014 році.

## Досягнення
- Чемпіонат Закарпатської області
  - Бронзовий призер: 2015
- Кубок Закарпатської області
  - Фіналіст: 2015
- Суперкубок Закарпатської області
  - Володар: 2016.